# Viscount Bulkeley

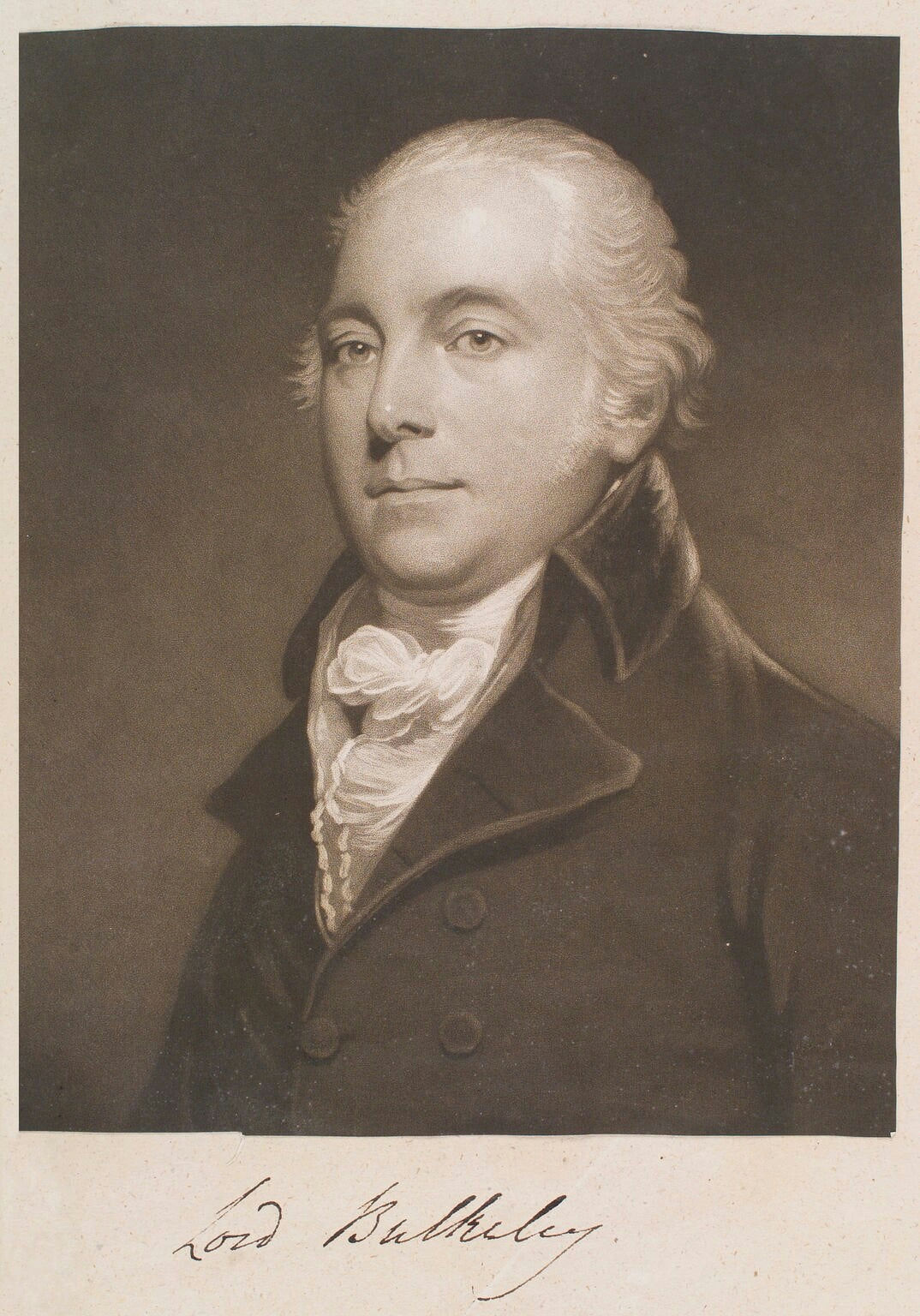
Thomas Warren-Bulkeley, 7. Viscount Bulkeley

Viscount Bulkeley, of Cashel in the County of Tipperary, war ein erblicher britischer Adelstitel in der Peerage of Ireland.
Der Titel wurde am 6. Januar 1644 für den Royalisten Thomas Bulkeley, Gutsherr von Baron Hill bei Beaumaris auf Anglesey, geschaffen.
Sein Urururenkel, der 7. Viscount, wurde am 14. Mai 1784 in der Peerage of Great Britain auch zum Baron Bulkeley, of Beaumaris in the County of Anglesey, erhoben. Er ergänzte als Erbe seines Schwiegervaters 1802 den Familiennamen zu „Warren-Bulkeley“. Da er kinderlos blieb, erloschen beide Titel bei seinem Tod am 3. Juni 1822.

## Liste der Viscounts Bulkeley (1644)
- Thomas Bulkeley, 1. Viscount Bulkeley († um 1659)
- Robert Bulkeley, 2. Viscount Bulkeley († 1688)
- Richard Bulkeley, 3. Viscount Bulkeley (um 1658–1704)
- Richard Bulkeley, 4. Viscount Bulkeley (1682–1724)
- Richard Bulkeley, 5. Viscount Bulkeley (1708–1738)
- James Bulkeley, 6. Viscount Bulkeley (1717–1752)
- Thomas Warren-Bulkeley, 7. Viscount Bulkeley (1752–1822)